# شبی بر فراز کوه سنگی

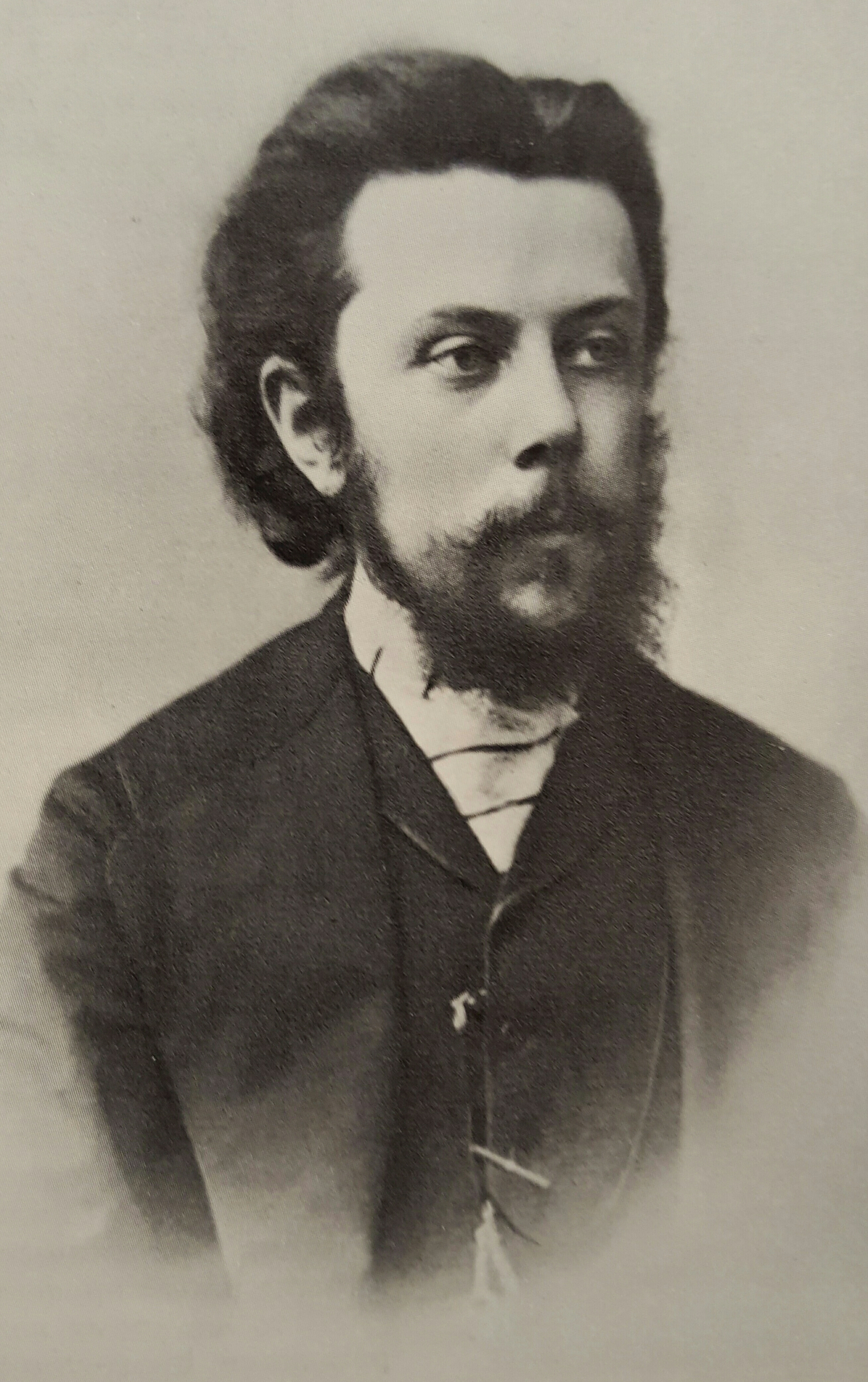
مودست موسورگسکی، ۱۸۶۵

شبی بر فراز کوه سنگی (روسی: Ночь на лысой горе) نام اثری فانتزی از مجموعه آثار مودست موسورگسکی است که با الهام از افسانه‌های ادبی روس، تصاویری موسیقایی با موضوع سحر جادوگران بر فراز یک کوه عریان است که در مراسم ایوان کوپالا اتفاق می‌افتد. موسورگسکی این اثر را در همان شبِ ۲۳ ژوئن ۱۸۶۷ که چنین مراسمی آغاز می‌شود، به پایان رساند. گرچه موسورگسکی به تلاش خود افتخار می‌کرد، اما مربی او میلی بالاکیرف از تایید آن امتناع ورزید. وی برای نجاتِ اثرش که آن را کاری ارزشمند می‌دانست، سعی کرد قطعهٔ شبی بر فراز کوه سنگی را برای آواز، گروه کر و ارکستر بازسازی کند و در پروژه‌های بعدی خود قرار دهد، اما این اثر در طول زندگی وی در هیچ شکلی انتشار نیافت و اجرا نشد.
در سال ۱۸۸۶ و پنج سال پس از مرگِ موسورگسکی، ریمسکی کورساکف این اثر را با نام «یک فانتزی برای ارکستر» تنظیم و منتشر کرد. برخی محققان این نسخه را دارای یک ساختار آهنگسازی از کورساکف می‌دانند. نسخهٔ کورساکف در سال ۱۸۸۶ در سن پترزبورگ اجرا شد که از آن استقبال شد و این اثر به شهرتی پایدار رسید. نیم قرن بعد، شاید بیشترین استقبال از این اثر با انیمیشن والت دیزنی به نام فانتزیا بود که توسط لئوپولد استوکوفسکی از روی نسخهٔ کورساکف مورد استفاده قرار گرفت و مخاطبان جدید خود را به دست آورد.

## ساختار
موسورگسکی در سال ۱۸۶۳ قصد داشت اپرایی بر اساس رمان معروف سالامبو اثر گوستاو فلوبر بسازد، اما این کار به سرانجام نرسید و او با طرح‌هایی که انجام داده بود در یک پوئم سمفونیک به نام شبی بر فراز کوه سنگی به‌کار برد.
«موون شوو» یا «کوه سنگی» نام کوهی در حوالی کی‌یف است که به باورِ مردم، شبها محل اجتماع شیاطین است. در این فانتزی، شبی هولناک بر فراز کوه توصیف می‌شود که در آن ارواح پلید و شیطانی گِردِ‌هم می‌آیند و به رقص و پایکوبی می‌پردازند. از ریتم قطعه به خوبی جنب‌و‌جوش و حرکات عجیب‌و‌غریب آنان پیداست. سرانجام با طلوع صبح و صدای زنگِ کلیسا، ارواح خبیثه و شیاطین پراکنده می‌شوند. لحن آهنگ به آرامی شروع سپیده‌دم و نسیم صبحگاهی را بیان می‌کند و قطعه با پیروزی روز، به پایان می‌رسد.

## تنظیم کورساکف

### تاریخچه
در سال‌های پس از مرگ موسورگسکی، دوستانش دست‌نوشته‌ها و نسخه‌های ناتمامِ آثار وی را جمع‌آوری و بازسازی کردند تا در فهرست کارهای وی قرار گیرد. عمدهٔ این گردآوری‌ها توسط ریمسکی کورساکف انجام شد که از جمله شبی بر فراز کوه سنگی و بوریس گودونف بود که با حفظ ساختار کلی، به بازسازی ریتم، ملودی و هارمونی آنها پرداخت و در سال ۱۸۸۶ منتشر کرد.

### سازبندی
- سازهای زهی: ویولن‌ها، ویولاها، ویلنسل‌ها، کنترباس‌ها، چنگ
- سازهای بادی چوبی: ۱ پیکولو، ۲ فلوت، ۲ ابوا، ۲ کلارینت، ۲ فاگوت.
- سازهای بادی برنجی: ۴ هورن، ۲ ترومپت، ۳ ترومبون، ۱ توبا.
- سازهای کوبه‌ای: تیمپانی، طبل بزرگ، سنج، تام-تام، ناقوس لوله‌ای.

## یادداشت
1. ↑  Mont Chauve